# Аморальность (фильм)
«Амора́льность» (итал. L'immoralità) — итальянский фильм-драма 1978 года режиссёра Массимо Пирри.

## Сюжет
Действие этого психологического триллера начинается со сцены погони за раненым Федерико Ансельми. Он — детоубийца, убегающий от преследующих его полицейских. Раненный в руку выстрелом из огнестрельного оружия, он прячется в лесу, где его спасает Симона, 12-летняя девочка, живущая на вилле неподалёку с родителями. Парализованный отец Симоны коротает дни в одиночестве, окружённый коллекцией оружия и часов. Мать Симоны, Вера, чувствует себя пленницей своего мужа и пытается облегчить свои мучения, отдаваясь другим мужчинам. В то время как в городе начинается охота на Федерико, Симона ведёт своего гостя в таверну, охраняемую преследователями, и между ними зарождается дружба. Настойчивость полиции и группы охотников за маньяком вызывает у Веры подозрения; и, обнаружив убийцу, скрывающегося в убежище, женщина пытается решить ситуацию в свою пользу, предлагая ему устранить её мужа в обмен на молчание. Затем, Федерико укрывается на вилле. Воспользовавшись кратковременным отсутствием Веры, Федерико случайно входит в ванную, где Симона собирается принять ванну. Без страха девочка выходит из ванны и ложится на ковёр, предлагая ему овладеть ей.
Когда охотники за головами, свободные действовать без помощи полиции, силой врываются на виллу, Симона снова входит в ванну, чтобы не подпускать охотников к двери ванной, где прячется Федерико. Вмешательство отца, вооружённого дробовиком, обращает нападавших в бегство. Миновав опасность, Вера возвращается в дом, входит в комнату своего мужа и в конце ожесточённого спора недвусмысленно раскрывает намерение убить его. Федерико, пообещав Симоне сбежать вдвоём, подходит к Вере и ведёт её в комнату. Там они занимаются любовью, и Симона видит это через замочную скважину. В тот же вечер между Верой и Симоной возникает перепалка — последняя обвиняет её в жадности и показывает, что сделала предложение Федерико.
Наутро, после неудачной попытки сбежать от Федерико, ныне заключённого, — Симона возвращается в дом с комиссаром полиции, которому она сообщила о присутствии беглеца на вилле. За вознаграждение, обещанное комиссаром, Вера готова предать своего протеже и тем временем запирает комнату, в которой прячется Фредерико, затаскивая комиссара в постель. Всё это происходит на глазах у Симоны, которая обнаружила, что её отец застрелился из пистолета, берёт пистолет и входит в комнату своей матери, стреляя в неё и комиссара. Федерико, свободный, гуляет с ней рука об руку за пределами виллы, фантазируя о будущем. Потом Симона вводит Федерико в большой вольер для птиц, стреляет в него и уходит одна…

## В ролях
- Говард Росс — Федерико Ансельми
- Карин Трентефоль — Симона
- Лиза Гастони — Вера
- Мел Феррер — муж Веры
- Вольфанго Солдати — Антонио
- Анджела Луче
- Франко Ферри

## Съёмочная группа
- Режиссёр — Массимо Пирри
- Оператор — Риккардо Паллоттини
- Сценаристы — Морандо Морандини мл., Массимо Пирри, Федерико Тофи
- Композитор — Эннио Морриконе
- Продюсер — Бенедетто Конверси
- Режиссёр монтажа — Клеофе Конверси
- Костюмер — Серджио Пальмиери
- Гримёр — Стефано Трани